# R-145BM

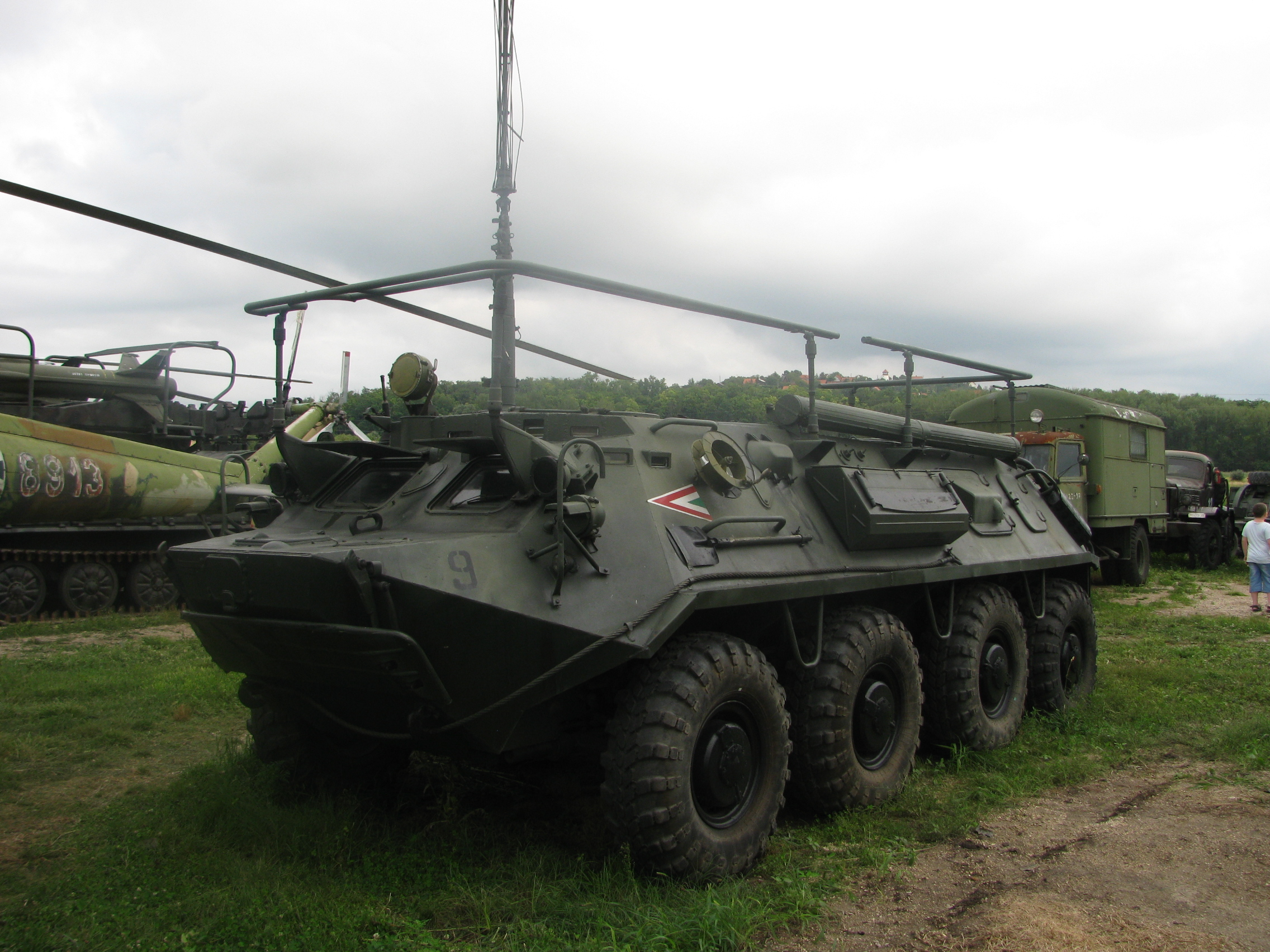
Funkgerätesatz R-145BM

Die R-145BM Tschaika (russisch Р-145БМ Чайка, deutsch R-145BM Möwe) ist ein Funkgerätesatz kleiner Leistung. Das in der Sowjetunion entwickelte Gerät wurde in der Sowjetarmee und anderen Streitkräften vorrangig als Führungsfahrzeug und zur Sicherstellung des Funkverkehrs der taktischen und operativen Führungsebene eingesetzt. Da die genutzten Funkgeräte zwischenzeitlich veraltet sind, wurde der Funkgerätesatz in den russischen Streitkräften mittlerweile durch die Fahrzeuge der R-149BM-Familie abgelöst.

## Konstruktion

### Aufbau des Satzes
Der Funkgerätesatz besteht aus
- dem Basisfahrzeug
- den Beobachtungsgeräten
- der sonstigen Ausrüstung
- mehreren eingerüsteten Funkgeräten
- dem Elektroaggregat AB-1P/30-M1

### Basisfahrzeug, Beobachtungsgeräte und sonstige Ausrüstung

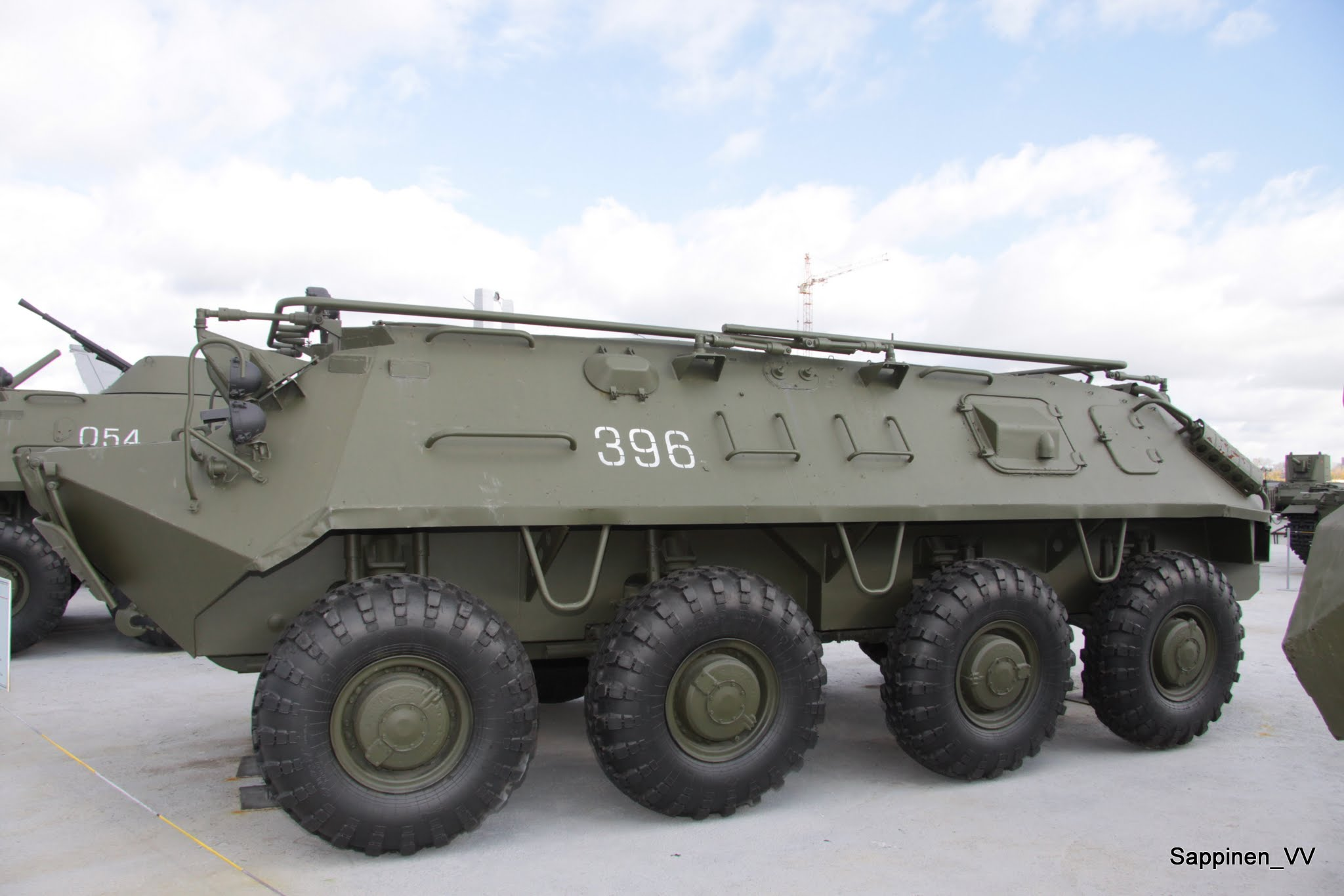
BTR-145BM, Rahmenantenne eingeklappt

Als Basisfahrzeug kommt ein Schützenpanzerwagen  BTR-60PA zum Einsatz. Von den anderen Fahrzeugen der Familie ist er durch den fehlenden Drehturm und die klappbare zweiteilige Rahmenantenne zu unterscheiden, die sich über die gesamte Länge bzw. Breite des Fahrzeuges erstreckt. Weiterhin besitzt das Fahrzeug eine Teleskopantenne. Wanne, Fahrgestell und Motorisierung des BTR-60 blieben unverändert. Das Elektroaggregat war während des Marsches auf dem hinteren Teil des Fahrzeuges verlastet.
Der Platz des Truppführers mit den zugehörigen Bediengeräten befindet sich in der Fahrerkabine im vorderen Teil des Fahrzeuges, die übrigen Arbeitsplätze mit den Funkgeräten im hinteren Kampfraum. Die Besatzung bestand mindestens aus drei Soldaten, konnte aber für spezielle Aufgaben wie beim Einsatz als Führungsfahrzeug oder zur Jägerleitung auf bis zu sechs Soldaten erhöht werden.
Als Beobachtungsgeräte standen dem Fahrer und dem Truppführer jeweils drei Winkelspiegel zur Beobachtung unter Panzerschutz zur Verfügung. Die Nachtsichtanlage mit aktiven Infrarotscheinwerfern ermöglichte den Einsatz des Fahrzeuges bei Nacht und schlechten Sichtbedingungen.
Das Fahrzeug war mit einer Filterventilationsanlage ausgerüstet, die Schutz vor radioaktivem Niederschlag sowie vor chemischen und biologischen Kampfstoffen bot.

### Funkgeräte

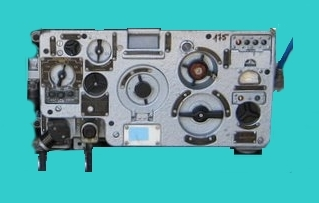
Panzerfunkgerät R-123

Der Funkgerätesatz war mit einem Funkgerät R-130, zwei Funkgeräten R-111 und einem Panzerfunkgerät R-123 ausgerüstet.
Bei der R-130 handelt es sich um ein Kurzwellenfunkgerät, das im Frequenzbereich von 1,5 bis 10,99 MHz. Bei einer Sendeleistung von 12 bis 40 W wurde mit einer Stabantenne eine Reichweite von 20 bis 50 km, bei Verwendung einer Dipolantenne von bis zu 350 km erreicht.
Die R-111 ist ein UKW-Funkgerät mit Frequenzmodulation, das auch zur Datenübertragung genutzt werden konnte. Das Gerät verfügte über 1281 Festfrequenzen im Frequenzbereich von 20 bis 52 MHz. Bei einer Sendeleistung von 75 W war mit der Stabantenne in der Bewegung eine Reichweite von 25 bis 35 km, im Stand von 50 bis 60 km möglich.
Die R-123, ebenfalls ein UKW-Funkgerät mit Frequenzmodulation, hatte einen nutzbaren Frequenzbereich von 20 bis 51,5 MHz. Bei einer Sendeleistung von 20 W lag die Reichweite bei ungefähr 20 km.
Für den Einsatz zur Jägerleitung wurden in den Modifikationen AKL UKW-Funkgeräte des Typs R-870M (AKL-1) bzw. R-809M2 (AKL-2) eingerüstet. Das R-809M2 nutzte die Amplitudenmodulation als Modulationsart und hatte eine Sendeleistung von 0,5 W. Zusätzlich war noch ein Magnettongerät MN-61 zur Aufzeichnung und Wiedergabe des Funkverkehrs vorhanden. Das Gerät verwendete einen Spezialdraht als Aufzeichnungsmedium und ermöglichte eine Aufzeichnungsdauer von 5,5 Stunden.
Die Stromversorgung wurde über das Elektroaggregat AB-1-P/30-M1-I sichergestellt. Das Aggregat gab bei einer Nennspannung von 30 V Gleichstrom eine Leistung von einem Kilowatt ab.
Häufig war die R-145 außerdem mit dem Sprachverschlüsselungsgerät JACHTA T-219 (russisch ЯХТА) ausgerüstet, seit 1972 auch in der DDR. Wegen der damit verbundenen auffälligen Geheimhaltungs- und Schutzmaßnahmen (Absperrung selbst im Feld, stets ein Wachsoldat mit unterladener Waffe) erlangte die R-145 in den betreffenden Einheiten oft einen recht hohen Bekanntheitsgrad.